# Sędzisław (Basse-Silésie)
Pour les articles homonymes, voir Sędzisław.
Sędzisław est une localité polonaise de la gmina de Marciszów, située dans le powiat de Kamienna Góra en voïvodie de Basse-Silésie.